# St. Lambertus (Hoetmar)

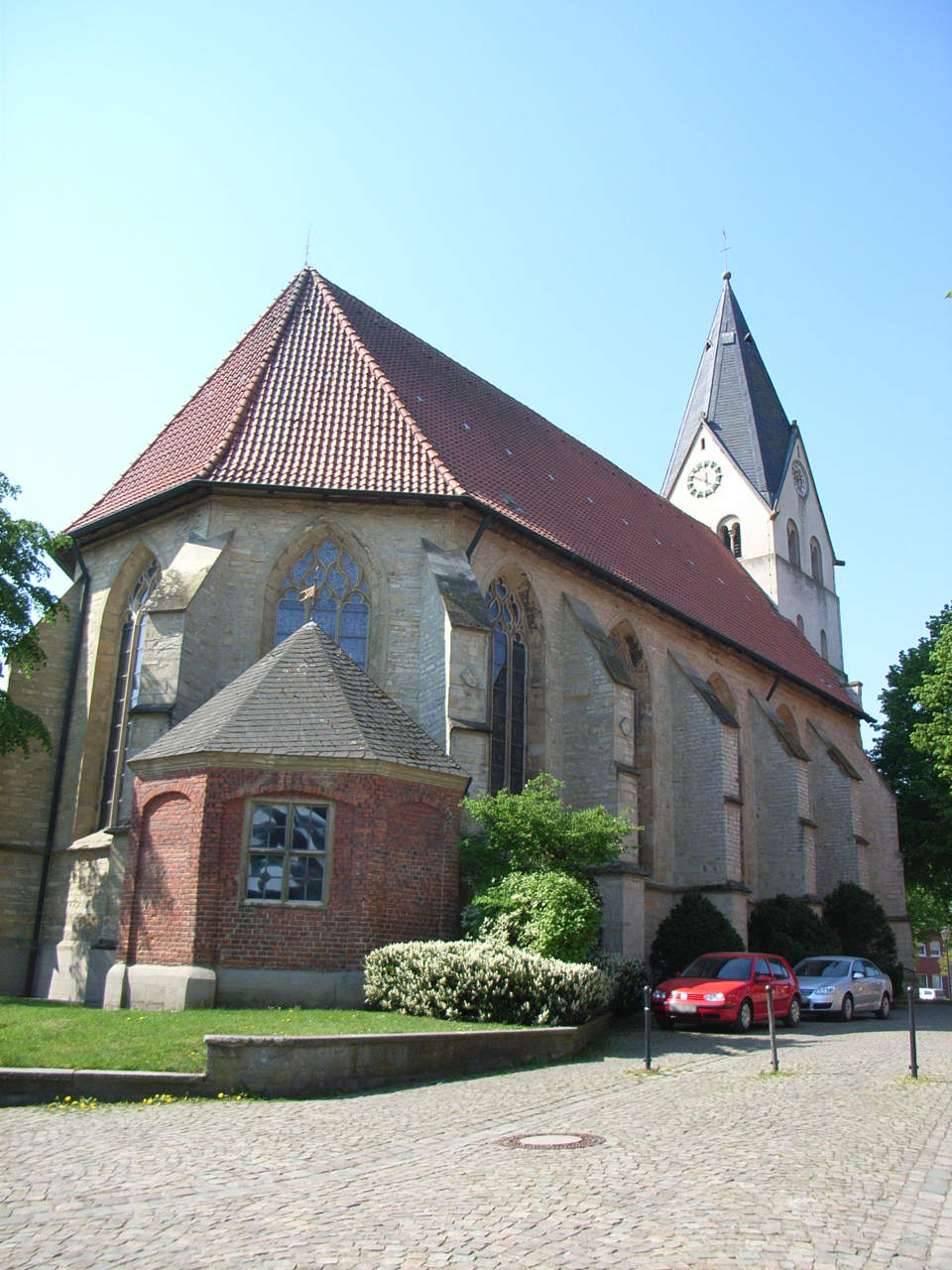
St. Lambertus

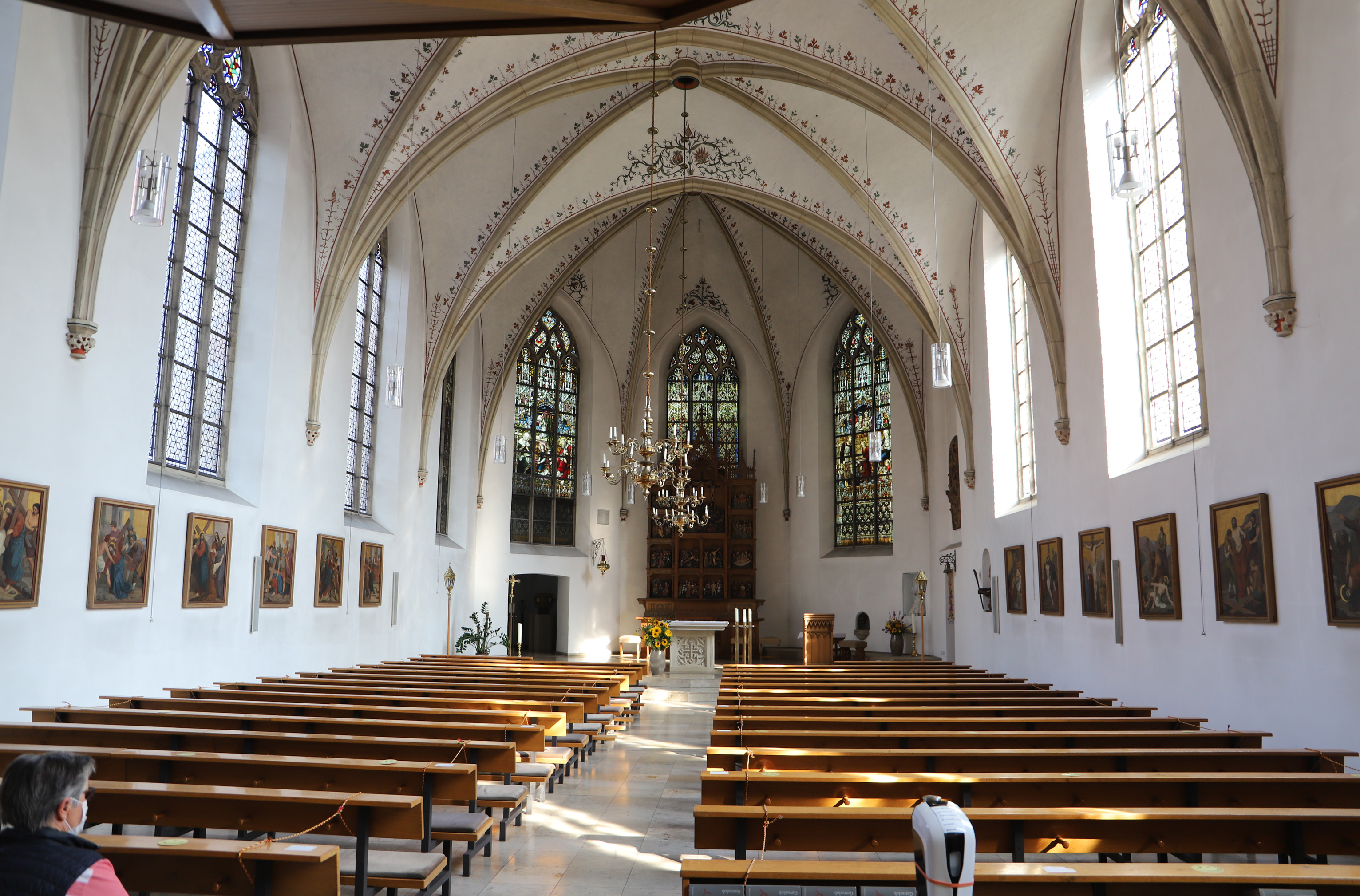
Innenansicht der St. Lambertus-Kirche in Hoetmar.

Die katholische Pfarrkirche St. Lambertus ist ein denkmalgeschütztes Kirchengebäude in Hoetmar, einem Ortsteil von Warendorf im Kreis Warendorf (Nordrhein-Westfalen).

## Geschichte und Architektur

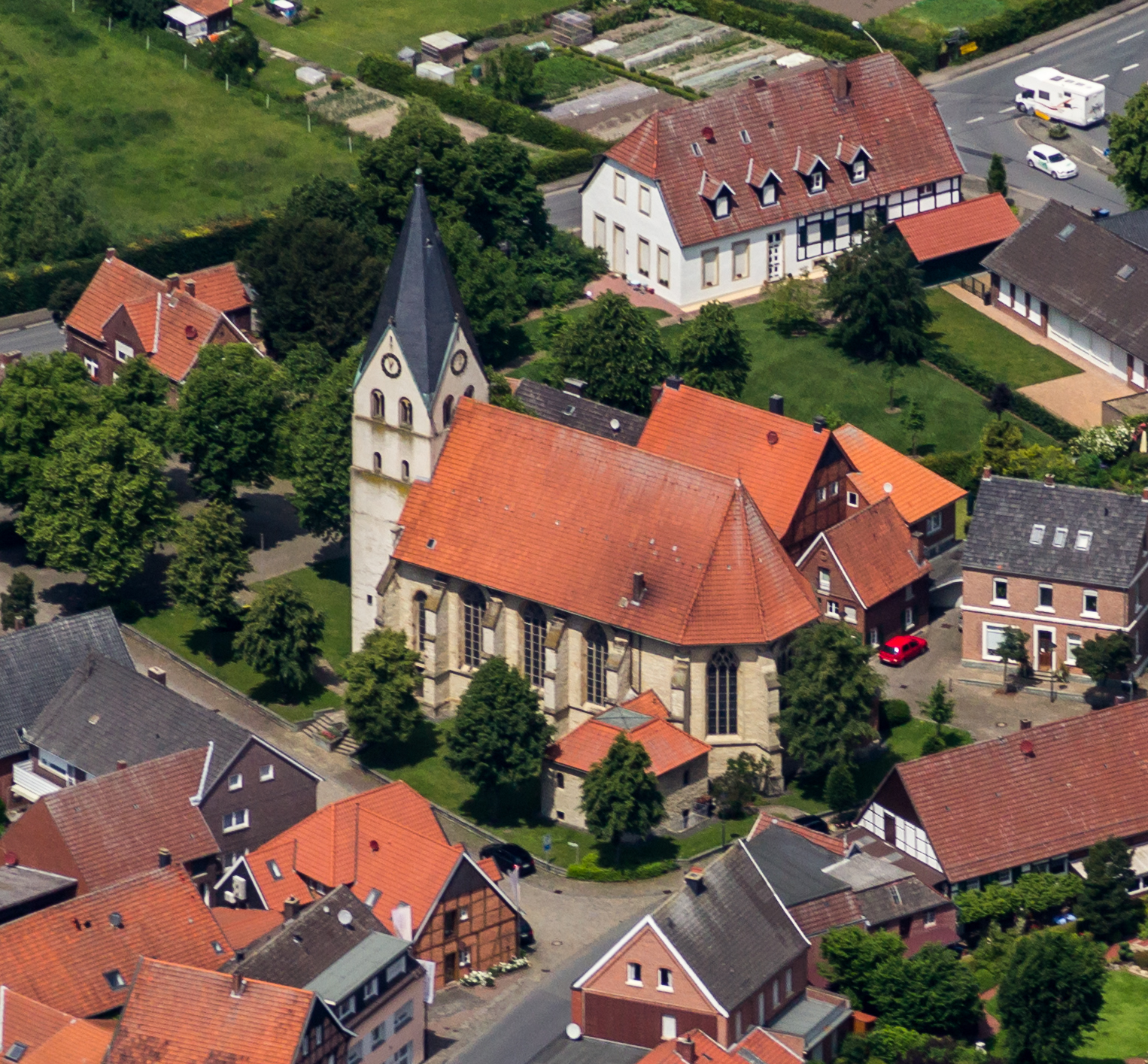
St.-Lamberti-Kirche, Luftbild 2014

Vermutlich ist die Kirche eine eigenkirchliche Gründung des Grafen Konrad von Rietberg. Das Gebäude wurde um 1250 errichtet, die Gemeinde wurde erstmals 1281 als Pfarre nachgewiesen.
Von dem ursprünglichen romanischen Bau sind nur die beiden gewölbten Turmgeschosse erhalten. Nach einer Inschrift im Schlussstein des Nordwestportals wurde das jetzige Langhaus von 1510 bis 1516 erbaut. Es ist ein einschiffiger Gewölbebau mit 5/8 Schluss, aus Bruchstein gemauert. Vier Kreuzrippengewölbe spannen sich über Laubwerkkonsolen. Die dreiteiligen Fenster sind mit Fischblasenmaßwerk versehen.

## Ausstattung
- Zwölf figurenreiche Reliefs aus der Heilsgeschichte, sie stammen von einem spätgotischen Schnitzaltar und sind in der Zeit um 1470 bis 1480 entstanden
- Ein Taufstein, bezeichnet mit 1518
- Eine Büste des Hl. Lambertus, aus Holz, vom Anfang des 18. Jahrhunderts
- Ein Holzrelief der Marienkrönung von 1662[1]

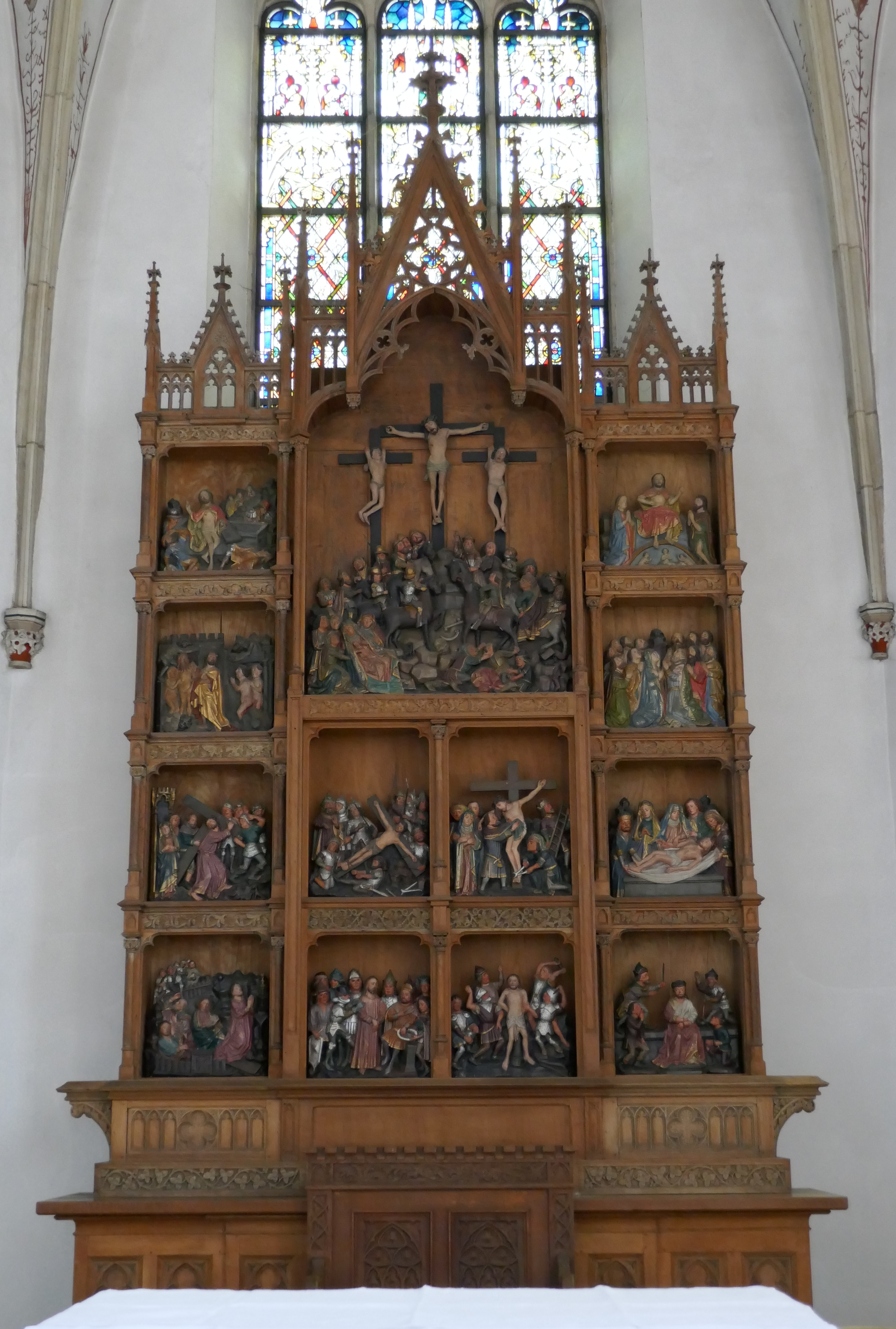
Altar
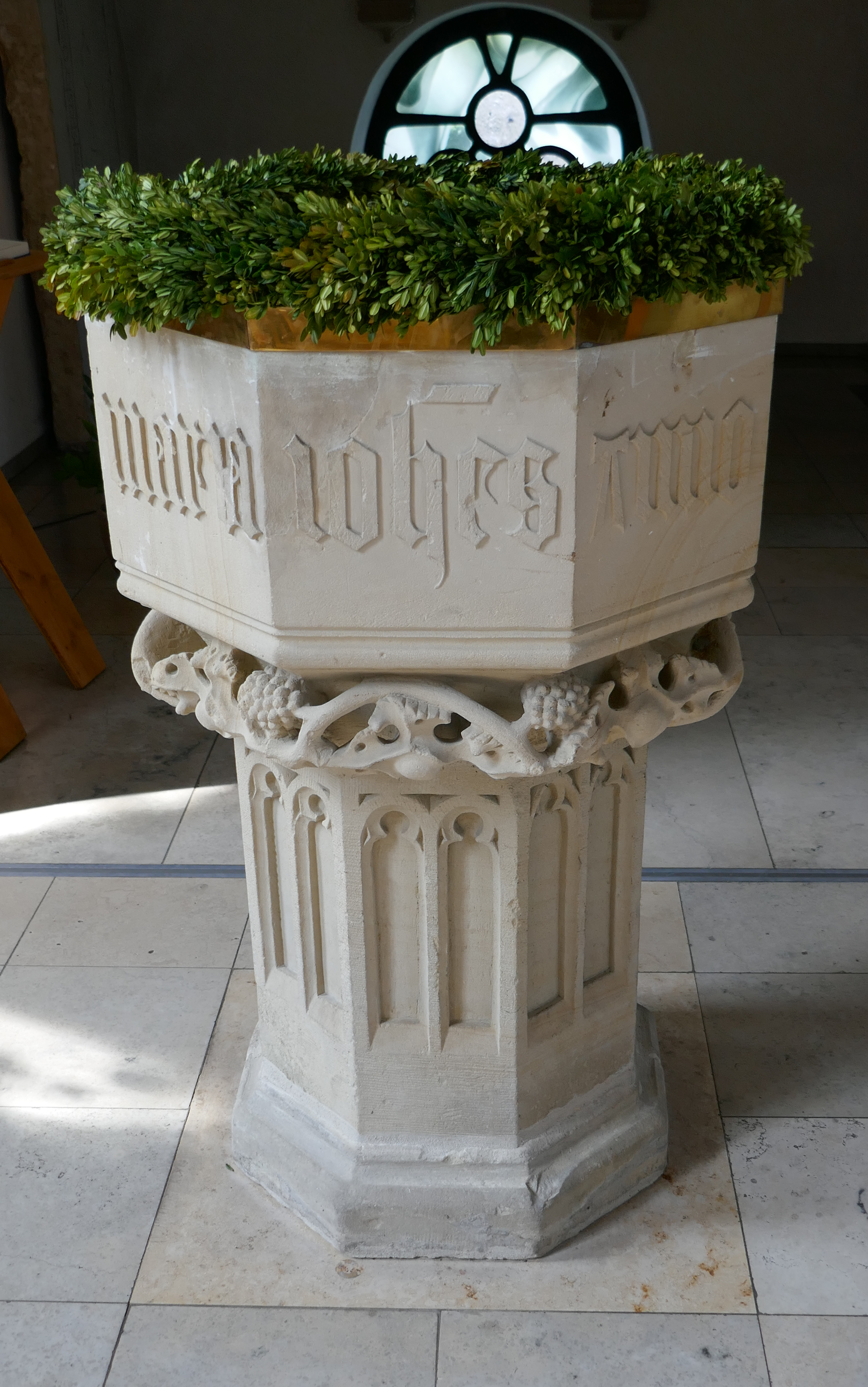
Taufstein
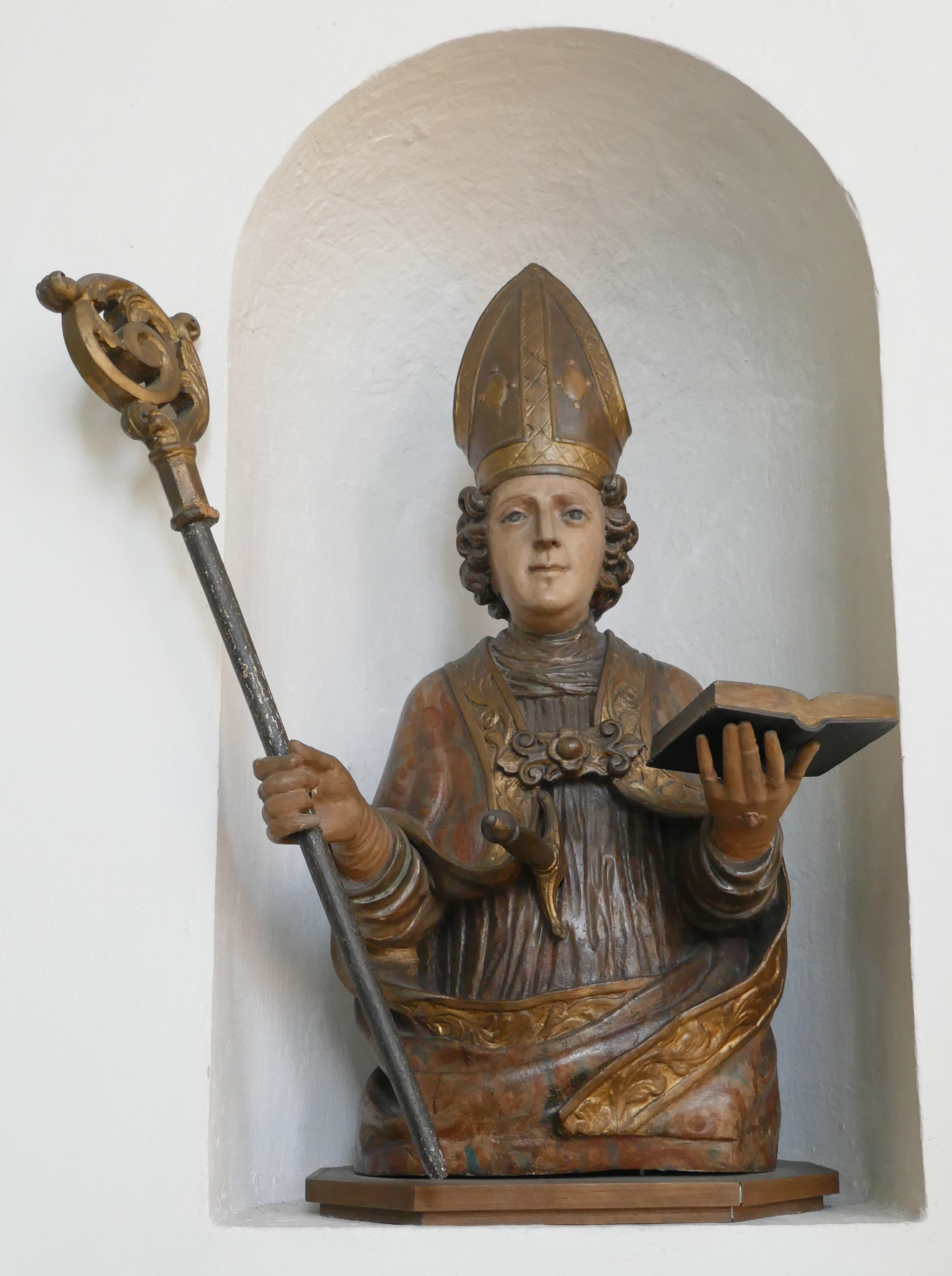
Büste des Hl. Lambertus
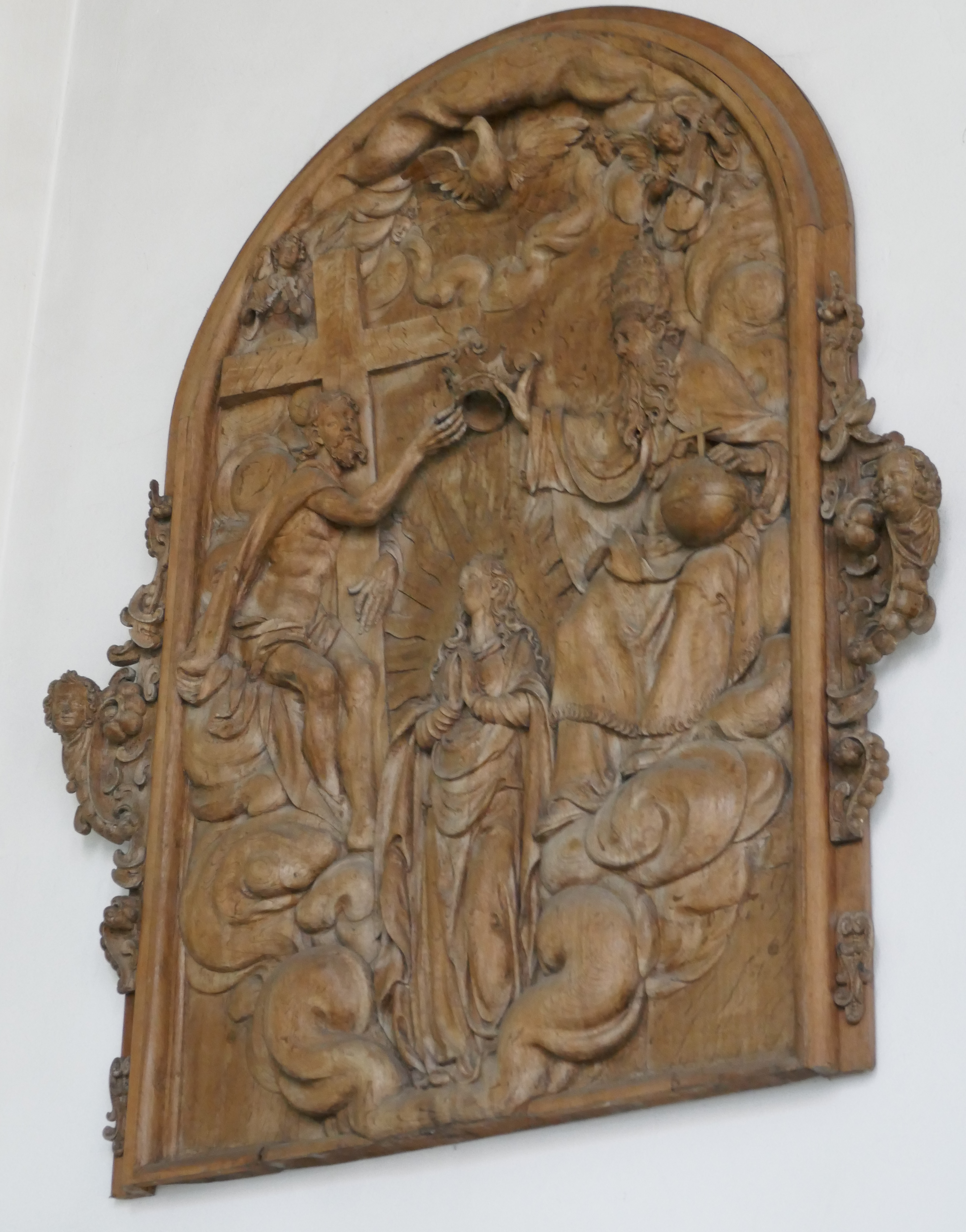
Holzrelief der Marienkrönung

### Orgel

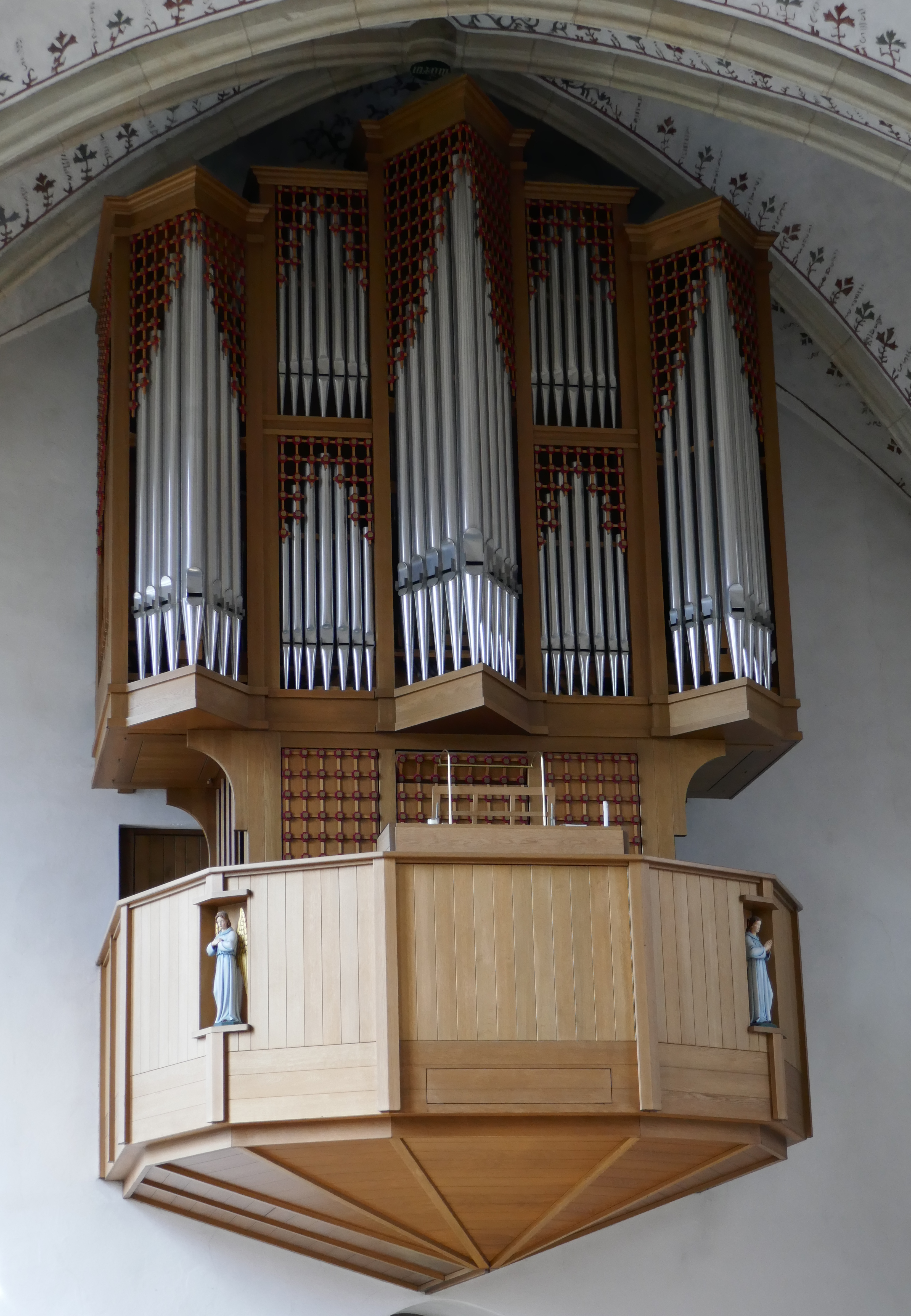
Orgel

Die Orgel wurde 1998 von dem Orgelbauer Speith erbaut. Das Schleifladen-Instrument hat 19 Register auf zwei Manualen und Pedal. Die Spieltrakturen sind mechanisch, die Registertrakturen elektrisch.
| I Hauptwerk C–g3 |              |       |
| 1.               | Prinzipal    | 8′    |
| 2.               | Rohrflöte    | 8′    |
| 3.               | Oktave       | 4′    |
| 4.               | Traversflöte | 4′    |
| 5.               | Nasard       | 2 ⁄3′ |
| 6.               | Oktave       | 2′    |
| 7.               | Mixtur IV    | 1 ⁄3′ |
| 8.               | Trompete     | 8′    |

| II Schwellwerk C–g3 |                    |       |
| 9.                  | Bordun             | 8′    |
| 10.                 | Salicional (ab c0) | 8′    |
| 11.                 | Nachthorn          | 4′    |
| 12.                 | Sesquialter II     | 2 ⁄3′ |
| 13.                 | Waldflöte          | 2′    |
| 14.                 | Mixtur II          | 1′    |
| 15.                 | Oboe               | 8′    |
|                     | Tremulant          |       |

| Pedalwerk C–f1 |            |     |
| 16.            | Subbass    | 16′ |
| 17.            | Flötbass   | 8′  |
| 18.            | Choralbass | 4′  |
| 19.            | Posaune    | 16′ |

- Koppeln: II/I, I/P, II/P